# Station Kalmthout
Station Kalmthout is een spoorwegstation langs spoorlijn 12 in de Belgische gemeente Kalmthout.
Op 26 juni 1854 stopte de trein er voor de eerste keer. Een hooggeplaatst gezelschap uit Brussel en Antwerpen werd er verwelkomd door burgemeester Cornelius Cas en de bevolking. Op zaterdag 26 juni 2004 werd deze rit, ter gelegenheid van het 150-jarig bestaan van het station, opnieuw gereden.
Door de aanleg van de spoorlijn en het station werd Kalmthout uit jarenlange afzondering gerukt.
Sinds 28 juni 2013 zijn de loketten van dit station gesloten en is het een stopplaats geworden.

## Galerij

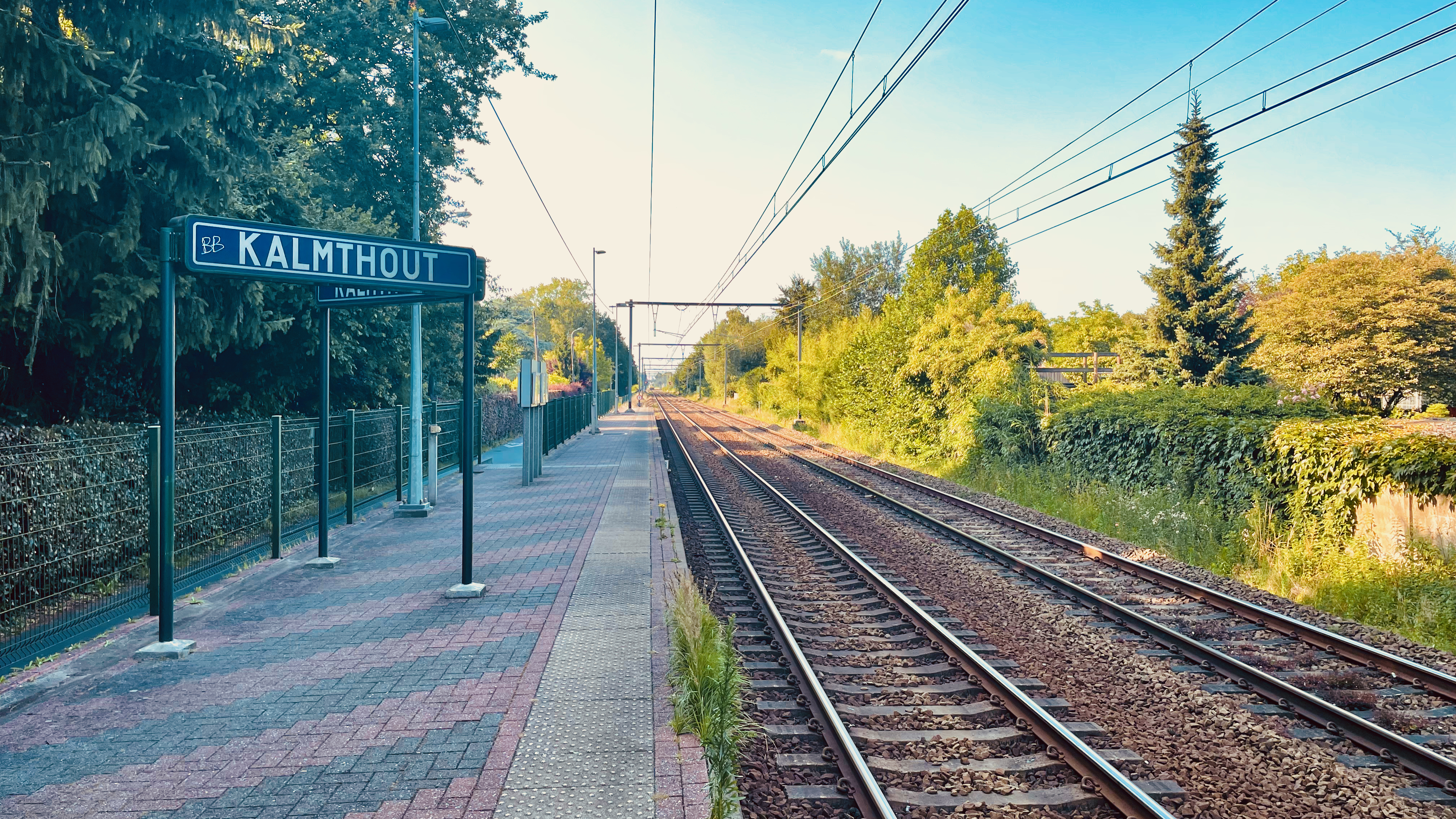
Plaatsnaambord
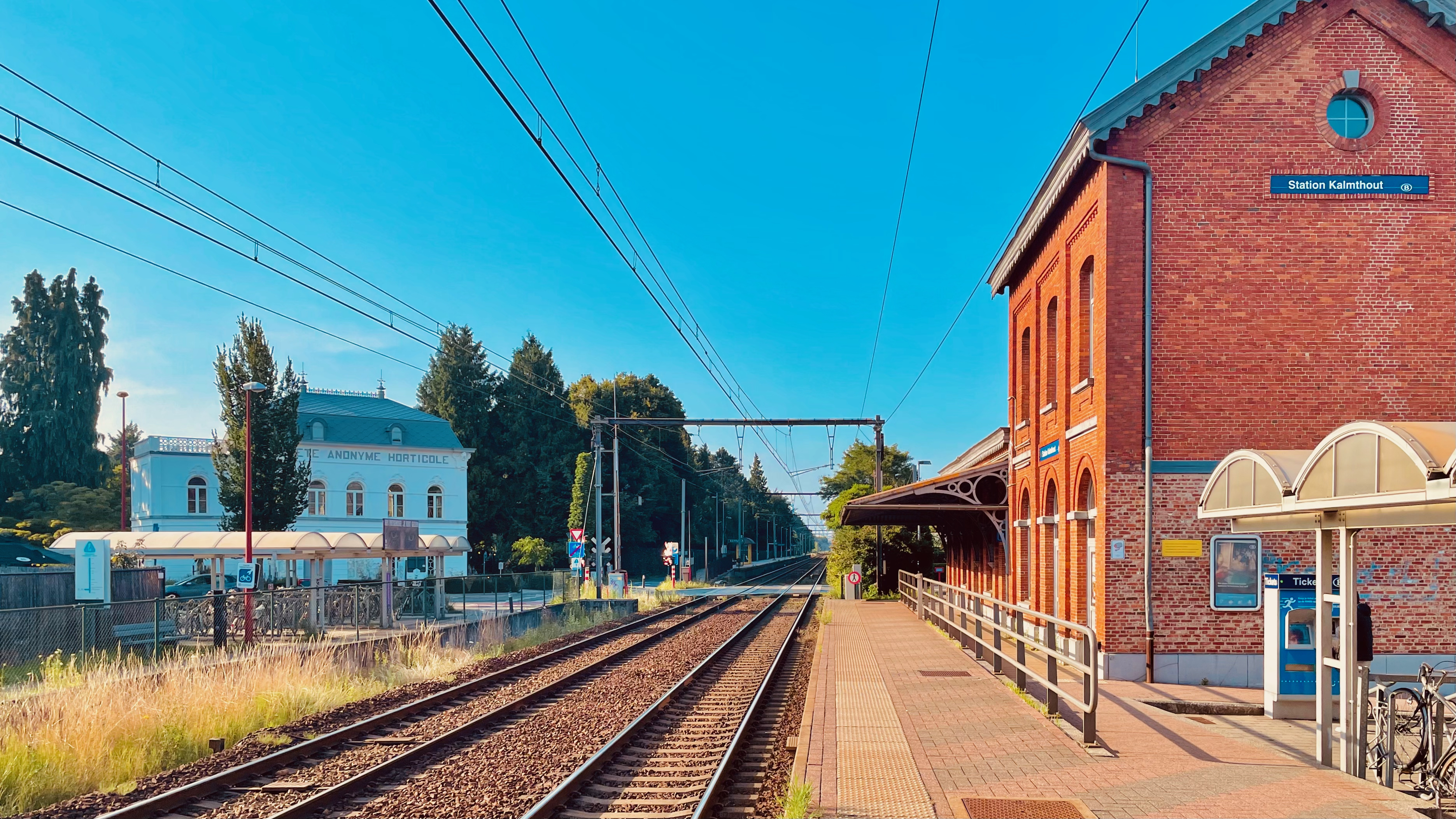
Zicht op de sporen
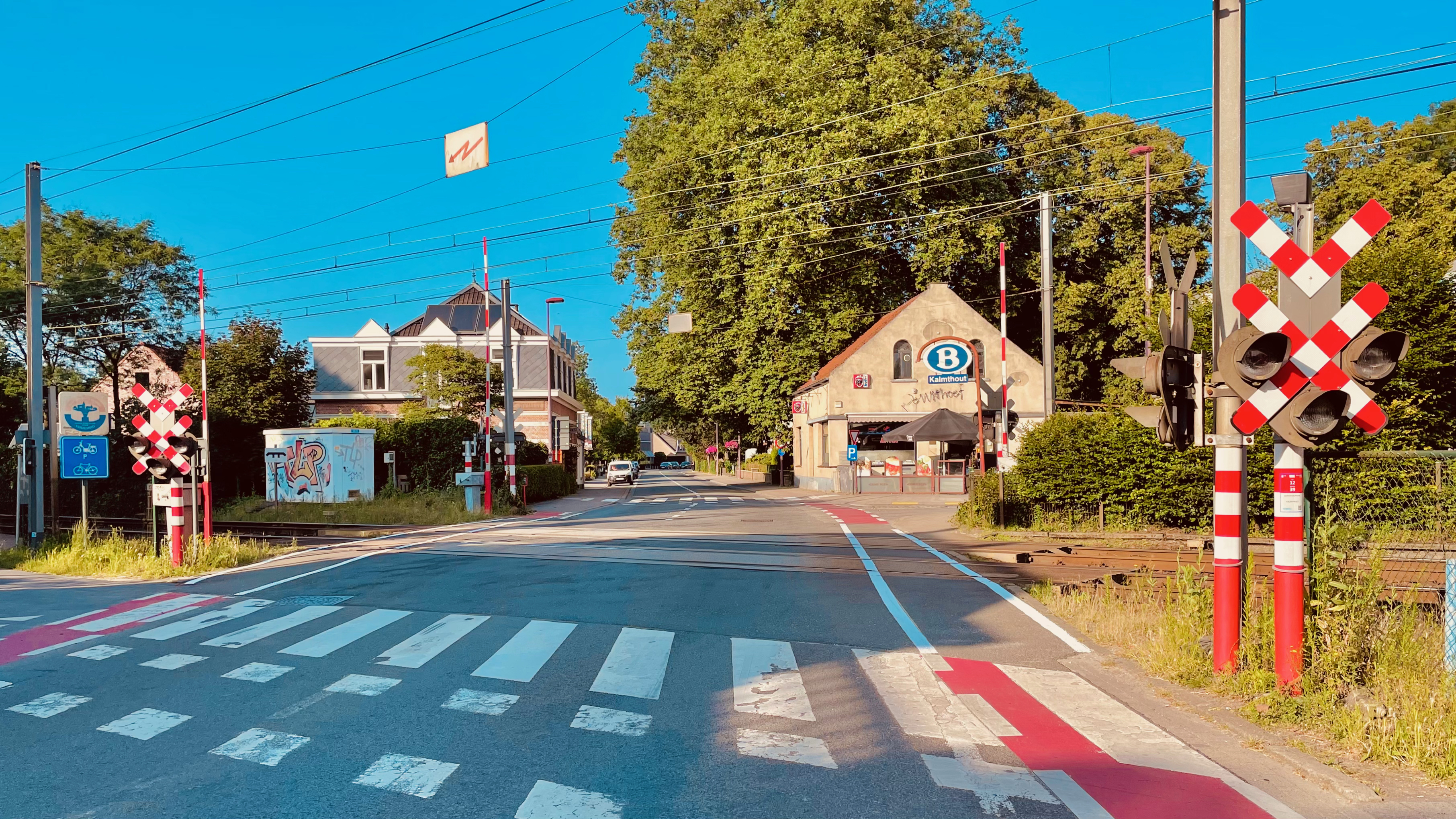
Overweg aan het station
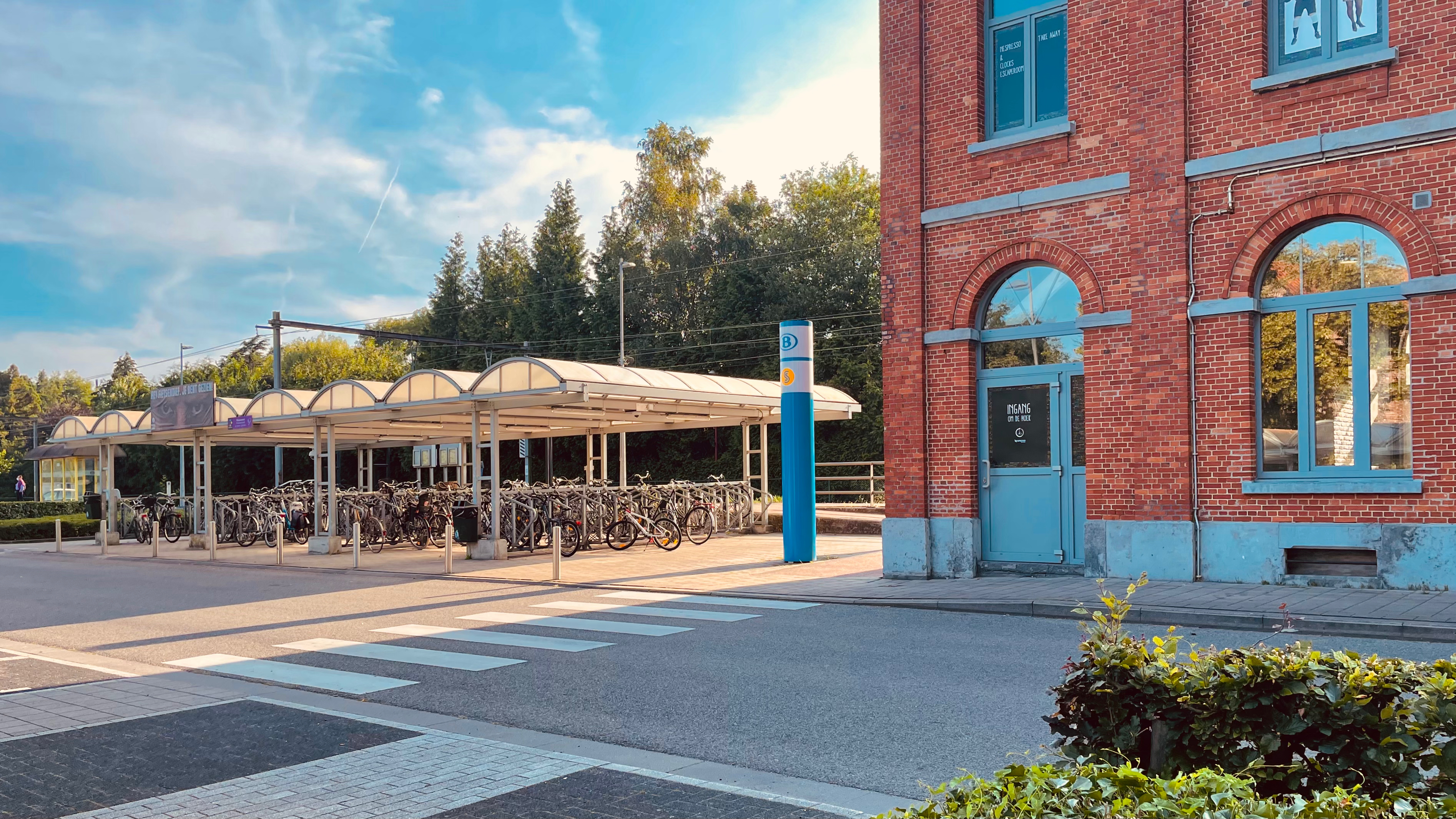
Fietsenstalling

## Treindienst
| Serie       | Treinsoort               | Route                                                                         | Bijzonderheden             |
| ----------- | ------------------------ | ----------------------------------------------------------------------------- | -------------------------- |
| IC 07       | Intercity (NMBS)         | Charleroi-Centraal – Brussel-Zuid – Antwerpen-Centraal – Kalmthout – Essen    | Rijdt alleen op werkdagen. |
| S 32 2350   | S-trein Antwerpen (NMBS) | Puurs – Antwerpen-Centraal – Kalmthout – Essen                                | Rijdt alleen op werkdagen. |
| S 32 2550   | S-trein Antwerpen (NMBS) | Puurs – Antwerpen-Centraal – Kalmthout – Essen – Roosendaal                   |                            |
| P 7200/8200 | Piekuurtrein (NMBS)      | Roosendaal – Kalmthout – Antwerpen-Centraal                                   | Rijdt alleen op werkdagen. |
| P 8220      | Piekuurtrein (NMBS)      | [ Hamont – ] / [ Essen – Kalmthout – Antwerpen-Centraal – ] Leuven – Heverlee | Een trein op zondagavond.  |

## Reizigerstellingen
De grafiek en tabel geven het gemiddeld aantal instappende reizigers weer op een week-, zater- en zondag.
| Tabel: aantal instappende reizigers station Kalmthout | Tabel: aantal instappende reizigers station Kalmthout | Tabel: aantal instappende reizigers station Kalmthout | Tabel: aantal instappende reizigers station Kalmthout |
|                                                       | Weekdag                                               | Zaterdag                                              | Zondag                                                |
| ----------------------------------------------------- | ----------------------------------------------------- | ----------------------------------------------------- | ----------------------------------------------------- |
| 1977                                                  | 599                                                   | 117                                                   | 141                                                   |
| 1978                                                  | 536                                                   | 106                                                   | 179                                                   |
| 1979                                                  | 551                                                   | 149                                                   | 158                                                   |
| 1980                                                  | 453                                                   | 148                                                   | 115                                                   |
| 1981                                                  | 510                                                   | 112                                                   | 148                                                   |
| 1982                                                  | 570                                                   | 122                                                   | 107                                                   |
| 1983                                                  | 555                                                   | 103                                                   | 139                                                   |
| 1984                                                  | 511                                                   | 146                                                   | 81                                                    |
| 1985                                                  | 441                                                   | 91                                                    | 107                                                   |
| 1986                                                  | 389                                                   | 98                                                    | 99                                                    |
| 1987                                                  | 510                                                   | 105                                                   | 114                                                   |
| 1988                                                  | 387                                                   | 120                                                   | 150                                                   |
| 1989                                                  | 415                                                   | 140                                                   | 101                                                   |
| 1990                                                  | 377                                                   | 130                                                   | 100                                                   |
| 1991                                                  | 353                                                   | 108                                                   | 144                                                   |
| 1992                                                  | 452                                                   | 122                                                   | 133                                                   |
| 1993                                                  | 401                                                   | 111                                                   | 145                                                   |
| 1994                                                  | 538                                                   | 149                                                   | 118                                                   |
| 1995                                                  | 492                                                   | 118                                                   | 79                                                    |
| 1996                                                  | 482                                                   | 159                                                   | 171                                                   |
| 1997                                                  | 519                                                   | 167                                                   | 161                                                   |
| 1998                                                  | 607                                                   | 152                                                   | 160                                                   |
| 1999                                                  | 564                                                   | 154                                                   | 124                                                   |
| 2000                                                  | 669                                                   | 136                                                   | 169                                                   |
| 2001                                                  | 621                                                   | 103                                                   | 146                                                   |
| 2002                                                  | 610                                                   | 136                                                   | 140                                                   |
| 2003                                                  | 616                                                   | 173                                                   | 214                                                   |
| 2004                                                  | 717                                                   | 193                                                   | 203                                                   |
| 2005                                                  | 704                                                   | 192                                                   | 174                                                   |
| 2006                                                  | 642                                                   | 193                                                   | 208                                                   |
| 2007                                                  | 768                                                   | 207                                                   | 196                                                   |
| 2008                                                  | -                                                     | -                                                     | -                                                     |
| 2009                                                  | 737                                                   | 132                                                   | 167                                                   |
| 2010                                                  | -                                                     | -                                                     | -                                                     |
| 2011                                                  | -                                                     | -                                                     | -                                                     |
| 2012                                                  | 820                                                   | 243                                                   | 223                                                   |
| 2013                                                  | 772                                                   | 206                                                   | 192                                                   |
| 2014                                                  | 734                                                   | 129                                                   | 182                                                   |
| 2015                                                  | 836                                                   | 121                                                   | 153                                                   |
| 2016                                                  | 766                                                   | 117                                                   | 120                                                   |
| 2017                                                  | 746                                                   | 180                                                   | 218                                                   |
| 2018                                                  | 887                                                   | 237                                                   | 278                                                   |
| 2019                                                  | 1 016                                                 | 258                                                   | 287                                                   |
| 2020                                                  | 550                                                   | 211                                                   | 214                                                   |
| 2021                                                  | -                                                     | -                                                     | -                                                     |
| 2022                                                  | 706                                                   | 76                                                    | 75                                                    |
| 2023                                                  | 766                                                   | 204                                                   | 201                                                   |
| 2024                                                  | 996                                                   | 249                                                   | 209                                                   |

0,0: Antwerpen-Centraal ·
2,3: Antwerpen-Oost ·
3,4: Borgerhout ·
5,8: Antwerpen-Dam ·
8,3: Antwerpen-Luchtbal ·
9,1: Antwerpen-Noorderdokken ·
11,4: Ekeren ·
12,5: Sint-Mariaburg ·
13,8: Heikestraat ·
15,0: Kapellen ·
19,0: Kapellenbos ·
21,0: Heide ·
22,7: Kijkuit ·
24,0: Kalmthout ·
28,1: Wildert ·
32,1: Essen ·
23,0: Roosendaal ·
15,6: Oudenbosch ·
7,5: Zevenbergen ·
0,0: Moerdijk AR ·
0,0: Lage Zwaluwe